# Michel Loève
Michel Loève, né d'une famille juive le 22 janvier 1907 à Jaffa en Palestine (alors partie de l'Empire ottoman), mort le 17 février 1979 à Berkeley aux États-Unis, est un mathématicien et statisticien  américain, de langue française. Son directeur de thèse est Paul Lévy. Il est connu par le théorème de Kosambi-Karhunen-Loève (en) et la transformée de Karhunen-Loève.

## Biographie
Michel Loève passe son enfance en Égypte où il fait ses études primaires et secondaires dans des écoles françaises. Après ses études secondaires, en 1936, il étudie les mathématiques à l'université de Paris sous la direction de Paul Lévy. Il reçoit le titre de docteur ès sciences (mathématiques) en 1941. En 1936, il est employé comme actuaire à l'université de Lyon.
En raison de ses origines juives, il est arrêté pendant l'Occupation et interné au camp de Drancy. Survivant à la Shoah, après la libération, il devient de 1944 à 1946 chargé de recherches à l’Institut Henri-Poincaré de l'université de Paris.
Ensuite et jusqu'en 1948, il travaille à l'université de Londres.
Après une période transitoire comme professeur vacataire à l'université Columbia, il accepte un poste de professeur de mathématiques à l'université de Berkeley, en Californie. En 1955, il reçoit en plus le titre de professeur de statistiques.
L'école française de probabilistes à partir de laquelle Michel Loève a émergé est réputée. Jerzy Neyman, statisticien en chef de Berkeley, y convie donc Michel Loève avec l'espoir qu'il y fasse naître un groupe aussi réputé d'universitaires et de cours dans cette discipline. Son espoir ne sera pas déçu, car Berkeley devient en quelques années une référence mondiale pour les étudiants et les universitaires spécialistes des probabilités.
Michel Loève a un succès phénoménal comme enseignant, faisant salle de classe comble. Réputé pour son exigence en ce qui a trait au travail, il l'est aussi pour l'intérêt pratique de son enseignement, et pour son théorème.
Michel Loève est l'auteur du livre de référence Probability Theory, qui est considéré comme le premier recueil exhaustif de la théorie moderne des probabilités
Après son décès, sa veuve a instauré le prix international Line et Michel Loève pour la théorie des probabilités, remis tous les deux ans, et qui récompense les recherches remarquables entrant dans le domaine des probabilités.